# Borrelia burgdorferi
Espèce
L'expression Borrelia burgdorferi peut désigner deux taxons ou entités bactériennes différentes de type Borrelia. Elle a été nommée ainsi en l'honneur de son découvreur, Willy Burgdorfer, qui l'a rendue responsable de la maladie de Lyme.

## Les deux entités taxonomiques désignées par le nomBorrelia
- Une bactérie pathogène (spirochète responsable d'une des formes, plutôt nord-américaine) de la maladie de Lyme. On parle alors de Borrelia burgdorferi ss ou stricto sensu (ss signifiant ici sensu stricto). 
Cette espèce est à la fois présente en Amérique du Nord et en Europe (où Borrelia garinii et Borrelia afzelii donnent d'autres variantes de la maladie). On observe une plus grande diversité génétique et un plus grand polymorphisme clinique de Borrelia burgdorferi en Europe, ce qui pourrait suggérer que c'est le berceau du complexe B. burgdorferi sensu lato[1]. Toutefois, la proximité génétique de certaines souches de B. burgdorferi d'Amérique du Nord et européennes posait question[1]. Une étude a comparé la diversité de l'ensemble du génome[2] de B. burgdorferi des souches nord-américaines et européennes, et une autre étude s'est spécifiquement penchée sur le gène hautement adaptatif OSPC[1]. Les deux approches ont démontré la grande diversité des souches nord-américaines et la proche parenté entre les souches européennes et entre certains isolats provenant des deux zones. Les auteurs suggèrent que les souches nord-américaines de B. burgdorferi sont antérieures aux souches européennes[1]. Chiens[3],[4],[5] et chats[3] peuvent être infectés (et alors victimes d'arthrite de Lyme[6], et en devenir réservoir potentiel toute leur vie[7] ;
- ou de manière plus générale, un complexe bactérien : groupe d'une trentaine de bactéries du genre Borrelia, dont quatre au moins sont pathogènes pour l'homme (et responsables de différentes formes de la maladie de Lyme). On parle alors de Borrelia burgdorferi sl (sl ou sensu lato signifiant « au sens large » en latin). Ce complexe porte ce nom car les bactéries qu'il regroupe n'ont été découvertes qu'après l'espèce-type trouvée aux États-Unis.

Dans ce complexe, quatre espèces pathogènes pour l'homme sont responsables de la maladie de Lyme : 
- Borrelia afzelii (prédominant en Eurasie)
- Borrelia burgdorferi ss  (prédominante en Amérique du Nord, mais également présente en Europe, bien que plus rare)
- Borrelia garinii (prédominant en Eurasie)
- Borrelia spielmanii

Ces bactéries sont transmises à l'homme par l'intermédiaire de tiques vectrices appartenant à différentes espèces, et peut-être par d'autres espèces (poux, aoûtats ?).
D'autres borrélies sont source de maladies, dites « borrélioses », qui touchent l'homme et/ou l'animal.

## Pathogénicité
Elle est encore mal comprise. 
Plusieurs études en immunologie ont montré que l'infection par la bactérie peut générer une réponse parfois forte mais inappropriée du système immunitaire. B. burgdorferi serait notamment capable d'échapper à l'immunité des lymphocytes B en interférant avec leur cinétique de réponse et leur qualité. La bactérie, lorsqu'elle s'agrège sous forme de biofilm, serait résistante aux antibiotiques.